# يان ماركهام
يان ماركهام (بالإنجليزية: Ian Markham)‏ هو كاتب أمريكي، ولد في 19 سبتمبر 1962.